# 布原駅
布原駅（ぬのはらえき）は、岡山県新見市西方字野々原にある、西日本旅客鉄道（JR西日本）伯備線の駅である。
当駅には芸備線直通列車のみ停車し、客扱いを行う。

## 概要
線路名称上、当駅を通る路線は伯備線だが、伯備線列車は普通列車でも客の乗降りは行わない。一方で新見駅を発着して隣の備中神代駅から芸備線東城駅・備後落合駅へと直通する列車（気動車）は停車し客の乗降りを行うため、運転系統上は伯備線では無く芸備線の駅として扱われている。そのため、新見駅及び備中神代駅の伯備線ホーム駅名標や、線内各駅の駅掲示時刻表の駅一覧では、あたかも「布原駅は伯備線に存在しない」かのような記載がなされている。
芸備線の列車のみが停車し客の乗降りをする理由は、当駅の周囲に人家が少ないため乗客が殆どおらず、芸備線の列車本数のみで充分に対応可能なためである。なお、伯備線列車も停車する場合があるが、対向列車との交換のための運転停車であり、客の乗降りは行われない。
列車到着及び通過前の列車集中制御装置連動の自動放送は、伯備線内の他の駅同様に行われている。他の駅と共通仕様である為、現行ではホーム上に黄色い線が無い当駅でも「黄色い線の内側」とアナウンスされる。
立地や停車する本数の少なさから、いわゆる秘境駅の範疇に該当する。また、自動車で布原駅を訪れる場合も、1台分しか通れない狭い道、急な坂、急カーブ、狭い橋を通らねばならない。駅への道は岡山県道・鳥取県道8号新見日南線の峠道から分岐しているが、かなり低い位置に駅が立地するため、急坂である。
なお、1958年時点は伯備線の一部列車も客扱いを行っていたことが、『中国・九州 時間表』（鉄道弘済会発行）で記載されている。

## 歴史
- 1936年（昭和11年）10月10日：鉄道省伯備線新見 - 備中神代間に、布原信号場として設置[1]。
  - 1953年頃から旅客扱いを行い（仮乗降場扱い）[1]、列車は限られたが乗降は可能であった。当時の状況は「駅構造」の通りである。
- 1987年（昭和62年）4月1日：国鉄分割民営化と同時に、布原信号場が正式な駅へと格上げされ、西日本旅客鉄道の布原駅として開業[1]。

## 駅構造

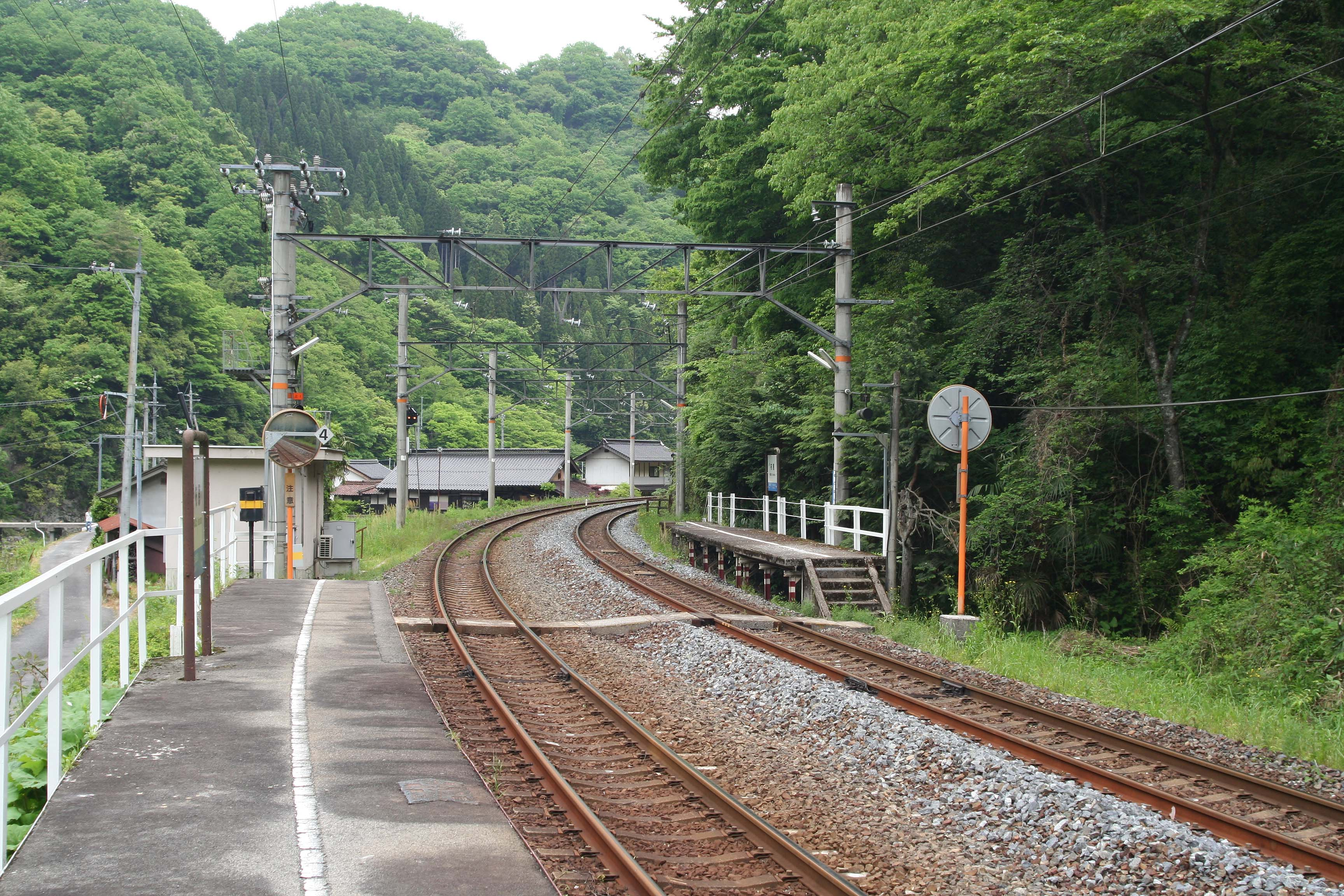
構内（2007年5月）

布原駅は相対式ホーム2面2線を有し、交換設備を有する地上駅である。ホーム有効長は1両分のみ。上下で千鳥状にホームが配置されているのは通票交換を行った信号場であった名残である。有人の信号場時代には駅舎に当たる建物が有ったものの、現在では撤去されており存在しない。新見駅管理の無人駅。

### のりば
| のりば | 路線   | 方向 | 行先               |
| ------ | ------ | ---- | ------------------ |
| 1      | 芸備線 | 上り | 新見方面           |
| 2      | 芸備線 | 下り | 東城・備後落合方面 |

付記事項
- かつては、のりば番号の設定が無かった。しかし、2020年時点では運転指令上の番線番号に基づいて、のりば番号が設定されている。入口側が1番のりばである。
- 本項ではJR西日本公式サイトの全域路線図[2]に従い路線記号・ラインカラーを表記しているが、実際の駅構内の主だった旅客案内には、2023年3月のダイヤ改正で時刻表のデザインを変更した時に、見出しと停車駅案内図（新見 - 三次間を記述）に反映されたのが初めてだった。

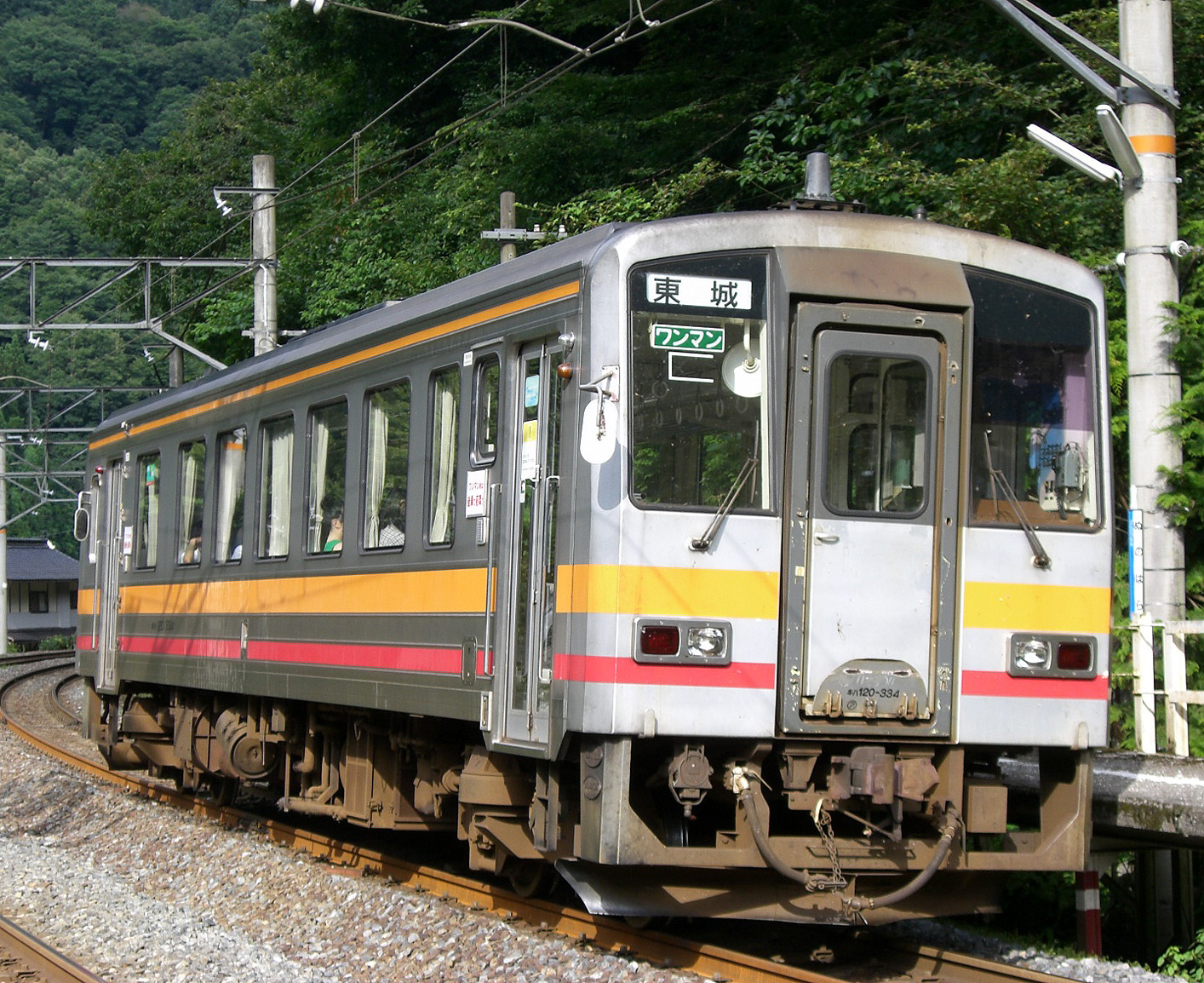
布原駅に停車中の芸備線普通列車（2006年7月）
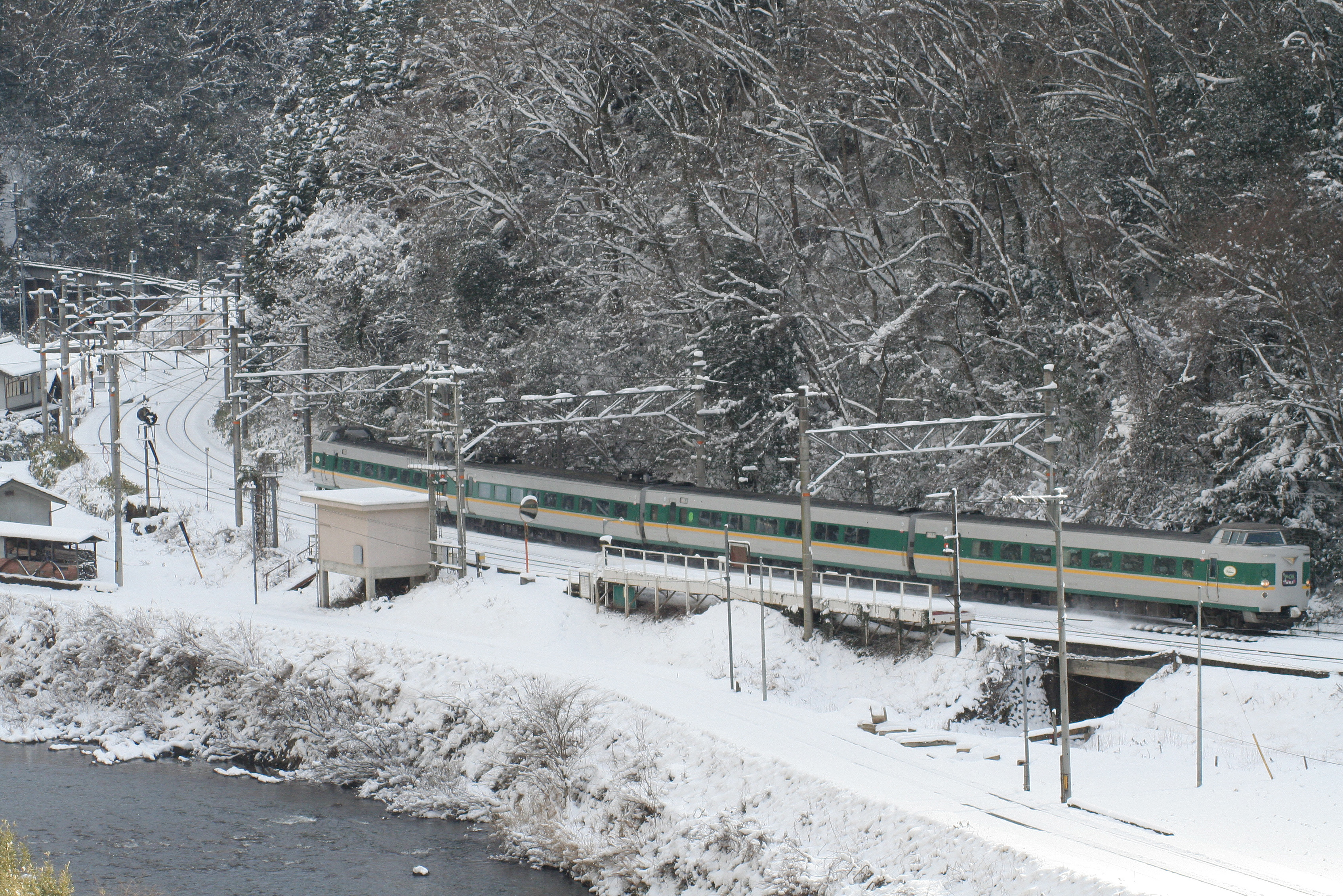
布原駅を通過する特急やくも（2008年2月、遠景）
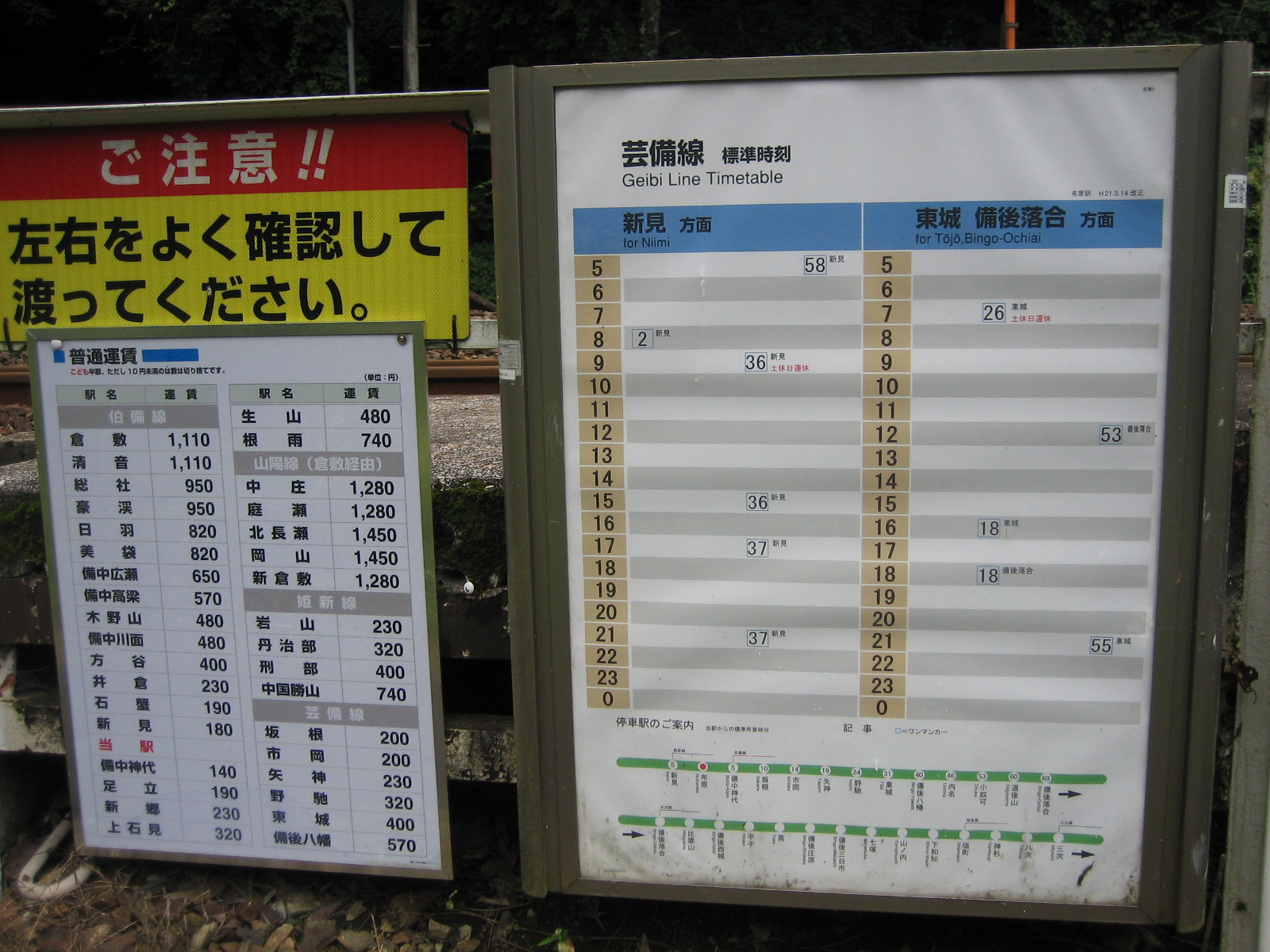
布原駅発車時刻表。芸備線普通列車しか停車しない（2009年9月）

## 利用状況
1日の平均乗車人員は以下の通りである。
| 乗車人員推移 | 乗車人員推移 |
| 年度         | 1日平均人数  |
| ------------ | ------------ |
| 1999         | 2            |
| 2000         | 1            |
| 2001         | 1            |
| 2002         | 2            |
| 2003         | 2            |
| 2004         | 1            |
| 2005         | 0            |
| 2006         | 1            |
| 2007         | 0            |
| 2008         | 0            |
| 2009         | 0            |
| 2010         | 1            |
| 2011         | 0            |
| 2012         | 2            |
| 2013         | 1            |
| 2014         | 1            |
| 2015         | 1            |
| 2016         | 1            |
| 2017         | 1            |
| 2018         | 0            |
| 2019         | 1            |
| 2020         | 0            |
| 2021         | 2            |

## 駅周辺
周辺を流れる西川と、僅かに数軒の人家が存在するのみである。なお、西川の下流側に河本ダムが建設されたため、そのダム湖が細いV字谷を布原駅に向けて伸びているものの、布原駅までダム湖は届いていない。
かつて、伯備線に蒸気機関車が走っていた頃、布原はまだ信号場で、1972年まで運転されていたD51形蒸気機関車3両で貨物列車を牽引する蒸機 (SL) 三重連の撮影名所として知られていた。現在でも、鉄道ファンの撮影名所であることに変わりは無く、特に秋の紅葉の時期には注目されている。

## その他
- 東京行寝台特急サンライズ出雲号はダイヤ通りに運行した場合、当駅で運転停車し、岡山からの特急やくも27号と列車交換していた。(2024年ダイヤ改正で新見駅に変更)

## 隣の駅
西日本旅客鉄道（JR西日本）
 伯備線
通過
 芸備線（新見駅 - 備中神代駅間は伯備線）
■快速
通過
■普通
新見駅（JR-V18） - 布原駅 - 備中神代駅